# هولتشوویتسه
هولتشوویتسه (به چکی: Holčovice) یک منطقهٔ مسکونی در جمهوری چک است که در شهرستان برونتال واقع شده‌است. هولتشوویتسه ۴۰٫۶۲ کیلومتر مربع مساحت و ۷۰۹ نفر جمعیت دارد و ۴۷۳ متر بالاتر از سطح دریا واقع شده‌است.